# Surdulina
La Surdulina è un tipo di cornamusa italiana diffusa nelle province di Catanzaro, Cosenza e Crotone e caratteristica in particolare delle comunità albanesi.
Ogni anno a Conflenti nella seconda metà di luglio si svolge l'evento "Felici e Conflenti" in cui si esibiscono suonatori di musica tradizionale del reventino e tra cui la surdulina conflentana.

## Descrizione
È di dimensioni medio-piccole con 4 canne (raramente 5 o 6) con ance semplici con taglio dall'alto verso il basso. Le due canne melodiche (destra e manca o due mamme o cornette) sono di forma cilindrica, hanno 4 fori e sono lunghe uguali.
Ci sono poi due bordoni: maggiore (trombone, trummuni, bufi o scuordo) e minore (terzino, fischietto, frischiettu, scandrigli)

## Tipologie
Le surduline in Calabria, secondo gli studi di Vincenzo La Vena sono di 4 tipi:
- Surdulina I
- Surdulina II
- Stifetta[4]
- Conflentana (Zampogna di Conflenti) o Zampogna nostrale: diffusa nell'area del Reventino e della pre-Sila catanzarese.